# Зуграна, Поль
Поль Зуграна (фр. Paul Zoungrana; 3 сентября 1917, Уагадугу, Верхний Сенегал и Нигер — 4 июня 2000, Уагадугу, Буркина-Фасо) — первый буркинийский кардинал, MAfr. Архиепископ Уагадугу с 8 апреля 1960 по 10 июня 1995. Кардинал-священник с 22 февраля 1965, с титулом церкви Сан-Камилло-де-Леллис-альи-Орти-Саллюстани с 25 февраля 1965.